# Stjepan Škrobić
Stjepan Škrobić, hrvatski graditelj koji je djelovao u austro-ugarskoj Hercegovini. Nije utvrđeno je li bio inženjer ili tehničar i je li na projektima bio crtač ili projektant. U Mostaru je djelovao kao baumeister od 1905. do 1910. Projektirao je 1905. zgradu Napretka u Liska ulici, 1906. stambenu zgradu Davida Fromera u istoj ulici, te jednokatnicu Marka Nuića zapadno od Bolničke ulice, 1910. Potpisnik novogradnje Ilije Ivaniševića u Srednjoj ulici 1902., ali za tu se zgradu mora razjasniti autorstvo između njega i Dragutina Köhlera.
Ne zna se točno koliko je djece Stjepan imao, ali znamo za jednog sina po imenu Petar Škrobić koji je imao troje djece.